# John Radford
John Radford (ur. 22 lutego 1947 w Hemsworth) – były angielski piłkarz i trener występujący na pozycji pomocnika bądź napastnika.
- Harris, Jeff & Hogg, Tony (ed.): Arsenal Who’s Who. Independent UK Sports, 1995. ISBN 1-899429-03-4. Brak numerów stron w książce